# Sar-El

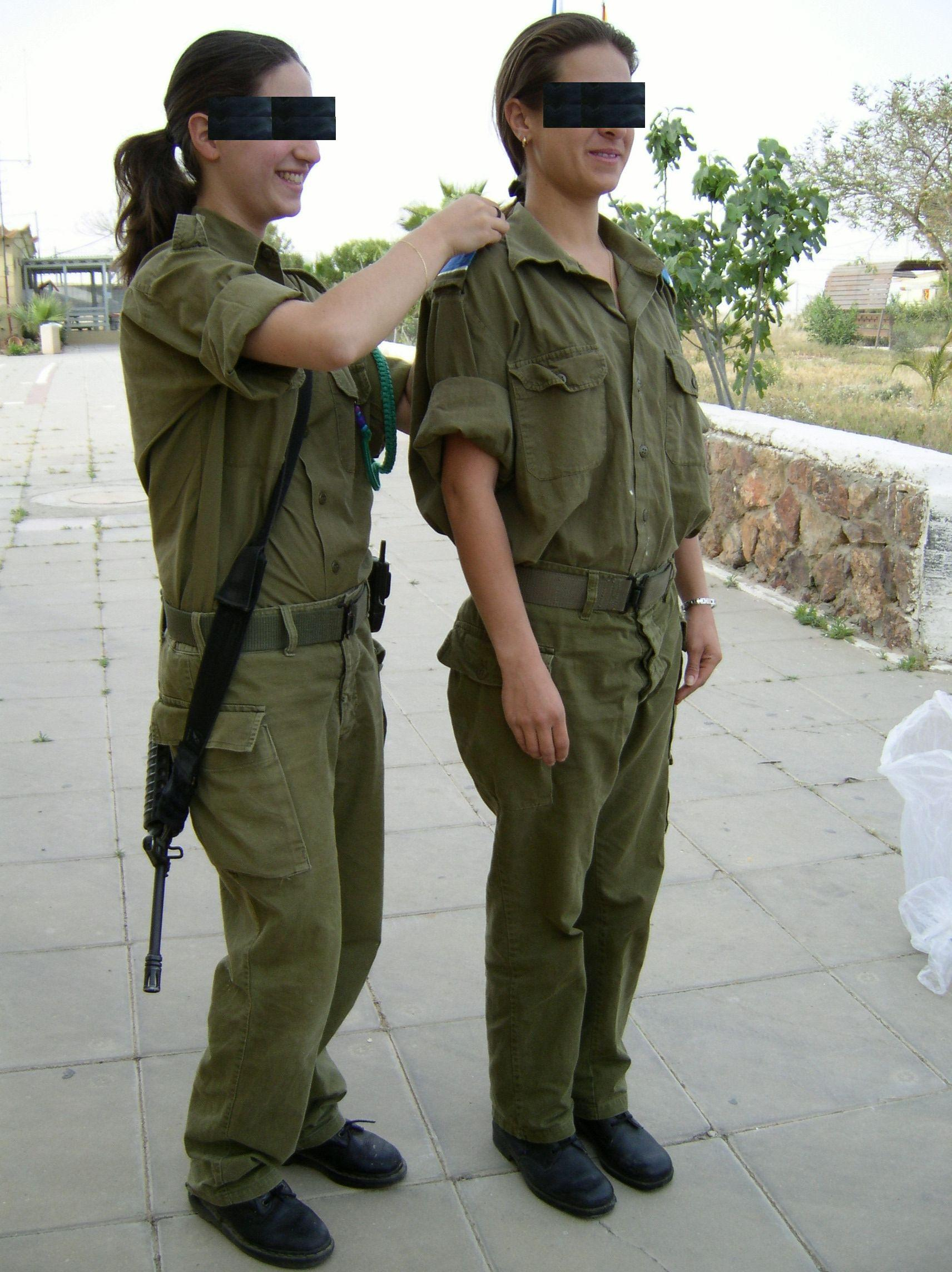
Eine israelische Soldatin verleiht einer Sar-El-Freiwilligen die Schulterklappen. (Negev, April 2005)

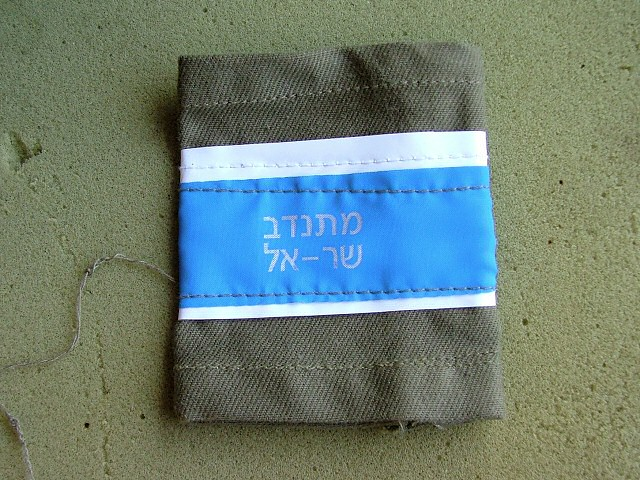
Schulterstück für Sar-El-Teilnehmer

Sar-El (hebräisch: שר-אל, Akronym für Scherut leJisra’el bzw. „Dienst für Israel“) ist ein ziviles israelisches Programm, bei dem meist aus dem Ausland stammende Freiwillige für einige Zeit Dienst in Israel leisten. Dieser erfolgt in der Regel auf Stützpunkten der israelischen Streitkräfte, aber auch bei zivilen Einrichtungen.

## Aufgaben des Programms
Jährlich leisten etwa 5000 Freiwillige aus dem Ausland meist für ein bis drei Wochen abgesehen von Kost und Logis unbezahlten Dienst in Israel. Ursprünglich konnte dies nur in Kasernen der israelischen Armee bei Hilfstätigkeiten in den Bereichen Logistik, Instandsetzung, Materialverwaltung, Verpflegung und Sanitätswesen erfolgen, später kamen auch rein zivile Einsatzgebiete hinzu. Zur Teilnahme am Programm ist gesundheitliche Eignung und ein Mindestalter von 17 Jahren erforderlich (ab 16 Jahren in Begleitung eines Erwachsenen). Das Programm ist anders als Machal nicht Teil des Militärs und steht auch Nichtjuden offen. Inzwischen wird der Dienst bei Sar-El von einem umfangreichen Informations- und Kulturprogramm begleitet, der den Teilnehmern einen intensiven Einblick in die israelische Gesellschaft gewährt.
Die Teilnehmer des Programmes gehören während der Teilnahme nicht dem israelischen Militär an, tragen keine Waffen und kommen auch nicht bei Kriegshandlungen zum Einsatz. Sie tragen zwar die Arbeitsuniform der israelischen Streitkräfte mit blau-weißen Schulterstücken, sind jedoch keine Soldaten, so dass ihr Einsatz in der Regel nicht mit den Wehrgesetzen ihrer Heimatstaaten in Konflikt steht. 2019 stellte ein Schweizer Militärgericht fest, dass die Teilnahme am Sar-El-Programm keinen Landesverrat durch Eintritt in fremde Streitkräfte darstellt und sprach einen Schweizer Rentner von einer entsprechenden Anklage in allen Punkten frei.

## Geschichte
Gegründet wurde das Programm 1982 von Brigadegeneral a. D. Aharon Davidi, als während der allgemeinen Mobilmachung im Libanonkrieg 1982 in einigen Kibbuzim die Ernte gefährdet war. Davidi warb daraufhin in den USA über 600 Freiwillige für den Hilfseinsatz bei der Truppe, so dass in Israel wieder genügend Reservisten zur Einbringung der Ernte nach Hause geschickt werden konnten. Das Programm wurde auf Wunsch der ersten Freiwilligen fortgeführt und später auch für Teilnehmer aus anderen Staaten geöffnet.

## Struktur und Ablauf
Das Programm selbst wird von einer zivilen Organisation gleichen Namens geleitet, die die eingehenden Bewerbungen prüft und die Teilnehmer dann den einzelnen Standorten zur Arbeitsleistung zuteilt. Programmkoordinatorin ist Miri Sharon. In den Israelischen Streitkräften selbst gibt es dann noch eine kleine Betreuungseinheit. Diese besteht überwiegend aus etwa 30 Wehrpflichtigen, die sich um die Programmteilnehmer kümmern, d. h. die tägliche Arbeitseinteilung vornimmt, die Abendveranstaltungen und Ausflüge organisiert und die Freiwilligen bei Problemen unterstützt. Als Madrichot (Betreuerinnen) dienen dort weibliche Wehrpflichtige. Als Verkehrssprache zwischen Betreuungspersonal wird grundsätzlich Englisch genutzt, für die etwa 25 Prozent frankophonen Programmteilnehmer gibt es Betreuer mit französischen Sprachkenntnissen. Die Freiwilligen arbeiten in der Regel drei Wochen lang auf den Stützpunkten und können am Wochenende ein Hostel in Tel-Aviv nutzen. Es gibt auch spezielle Ein-Wochen-Programme für Teilnehmer mit wenig verfügbarer Freizeit. Im Frühjahr werden vor israelischen Feiertagen auch Programmaufenthalte von zwei Wochen Dauer angeboten. Israelische Staatsbürger, die die Wehrpflicht nicht erfüllt haben, können das Problem mit den israelischen Wehrersatzbehörden durch ein paar Monate Dienst bei Sar-El lösen und erhalten dafür Pardon. Auch israelische Staatsbürger, die aufgrund einer Behinderung nicht zum Wehrdienst zugelassen werden, können als Volontäre bei Sar-El arbeiten. Das Programm ermöglicht so die Inklusion von Menschen mit Behinderung bei den Israelischen Streitkräften. Die rund 10 Prozent israelischen Programmteilnehmer sind als Hebräischsprecher nicht auf Betreuung angewiesen und werden daher oft abseits des betreuten Programmes eingesetzt, zumal ihre Programmteilnahme auch meist länger dauert. Es besteht auch die Möglichkeit, über Sar-El bei zivilen Organisationen (z. B. Krankenhäusern) Dienst zu tun. In einigen Staaten wie den USA und Frankreich gibt es jeweils selbständige Non-Profit-Organisationen, die über das Programm informieren und Freiwillige gewinnen. In Deutschland werden die Vorgespräche über die Jewish Agency geführt. Major d.R. Frank Dirksmeier informiert im Reservistenverband durch Vorträge über seine Zeit als Freiwilliger bei Sar-El.